# Mark Fistric
Mark Fistric (Kanada, Alberta, Edmonton, 1986. június 1. –) profi jégkorongozó.

## Karrier
Komolyabb junior karrierjét a Western Hockey League-es Vancouver Giantsben kezdte. Első évében csak négy mérkőzésen lépett jégre mert a többi mérkőzést egy alacsonyabb junior ligában az AMHL-es Edmonton MLAC-ban töltötte. A vancouveri csapatban 2006-ig játszott és ebben az utolsó évben a WHL bajnokai lettek. A 2004-es NHL-drafton a Dallas Stars választotta ki az első kör 28. helyén. Felnőtt pályafutását az AHL-es Iowa Starsban kezdte és itt 80 mérkőzést játszott. A következő évben már 37 meccsre meghívást kapott az National Hockey League-be a Dallas Starsba de mindössze kettő assziszt volt a neve mellett ezért a szezon többi részét az Iowában töltötte. A 2008–2009-es idénynek a felét a Dallasban a másik felét pedig az AHL-es Manitoba Moose-ban játszotta és összesen 12 asszisztja volt a két csapatban A Moose-zal bejutottak az AHL nagydöntőjébe, de ott 4–2-es összesítéssel kikaptak a Hershey Bearstől. 2009–2010-ben csak az NHL-ben a Dallasban játszott és a csapat gyenge szereplése ellenére (nem jutottak be a rájátszásba) az ő +/- mutatója +27 volt ami messze a legjobb volt a csapatban. Mindig is a kemény, néha már durva és szabálytalan játékáról volt híres: 2010. január 27-én a Calgary Flames ellen végleges kiállítást kapott és 2500 dolláros büntetést, mert Eric Nystromnek szándékoson sérülést akart okozni verekedés közben azzal, hogy az ellenfél sisakjával ütötte a fejét. A 2010–2011-es szezonban 57 mérkőzést játszott a Dallasban és csak 5 pontot szerzett. Három mérkőzésre lekerült a Dallas farmcsapatába, a Texas Starsba ahol nem szerzett pontot csak 2 percnyi szabálytalanságot. 2011–2012 messze a leggyengébb szezonja volt. 60 mérkőzésen mindössze 2 pontot szerzett és 41 percnyi büntetést. A Dallasszal nem jutottak be a rájátszásba már 2008 óta. A 2012–2013-as szezon nem kezdődött el időben a lockout miatt, és ez idő alatt ő nem játszott másik csapatban. 2013. január 14-én az Edmonton Oilers megszerezte őt a Dallas Starstól egy harmadik körös draftjogért a 2013-as NHL-drafton. A 2012–2013-as szezonban nem szerzett gólt és a csapat nem jutott be a rájátszásba. 2013. augusztus 20-án az Anaheim Ducks megszerezte a játékjogát az Oilerstől. Erre azért volt szüksége a Ducksnak mert az egyik legjobb védőjükre, Sheldon Souray-re nem számíthatnak hosszú időre.

## Karrier statisztika
| 2001–2002       | Vancouver Giants | WHL             | 4   | 0  | 1  | 1  | 0   | —  | — | —  | —  | —  |
| 2002–2003       | Vancouver Giants | WHL             | 63  | 2  | 7  | 9  | 81  | 4  | 0 | 0  | 0  | 8  |
| 2003–2004       | Vancouver Giants | WHL             | 72  | 1  | 11 | 12 | 192 | 11 | 0 | 2  | 2  | 10 |
| 2004–2005       | Vancouver Giants | WHL             | 15  | 1  | 5  | 6  | 32  | 6  | 1 | 1  | 2  | 16 |
| 2005–2006       | Vancouver Giants | WHL             | 60  | 7  | 22 | 29 | 148 | 18 | 1 | 9  | 10 | 30 |
| 2006–2007       | Iowa Stars       | AHL             | 80  | 2  | 22 | 24 | 83  | 12 | 0 | 0  | 0  | 16 |
| 2007–2008       | Iowa Stars       | AHL             | 30  | 1  | 4  | 5  | 48  | —  | — | —  | —  | —  |
| 2007–2008       | Dallas Stars     | NHL             | 37  | 0  | 2  | 2  | 24  | 9  | 0 | 0  | 0  | 6  |
| 2008–2009       | Manitoba Moose   | AHL             | 35  | 0  | 8  | 8  | 26  | 22 | 2 | 5  | 7  | 26 |
| 2008–2009       | Dallas Stars     | NHL             | 36  | 0  | 4  | 4  | 42  | —  | — | —  | —  | —  |
| 2009–2010       | Dallas Stars     | NHL             | 67  | 1  | 9  | 10 | 69  | —  | — | —  | —  | —  |
| 2010–2011       | Dallas Stars     | NHL             | 57  | 2  | 3  | 5  | 44  | —  | — | —  | —  | —  |
| 2010–2011       | Texas Stars      | AHL             | 3   | 0  | 0  | 0  | 2   | —  | — | —  | —  | —  |
| 2011–2012       | Dallas Stars     | NHL             | 60  | 0  | 2  | 2  | 41  | —  | — | —  | —  | —  |
| 2012–2013       | Edmonton Oilers  | NHL             | 25  | 0  | 6  | 6  | 32  | —  | — | —  | —  | —  |
| NHL Összesített | NHL Összesített  | NHL Összesített | 282 | 3  | 26 | 29 | 252 | 9  | 0 | 0  | 0  | 6  |
| AHL Összesített | AHL Összesített  | AHL Összesített | 148 | 3  | 34 | 37 | 159 | 34 | 2 | 5  | 7  | 42 |
| WHL Összesített | WHL Összesített  | WHL Összesített | 214 | 11 | 46 | 57 | 353 | 39 | 2 | 12 | 14 | 64 |

## Díjai
- Brian Benning-trófea: 2002
- Ed Chynoweth-kupa (WHL bajnok): 2006